# إريك ميرفي
إريك ميرفي (بالفنلندية: Erik Murphy) مواليد 26 أكتوبر 1990 في ليون، هو لاعب كرة سلة فنلندي بدأ مسيرته الاحترافية في سنة 2013. تم اختياره من قبل فريق شيكاغو بولز خلال الدرافت يلعب في الدوري التركي لكرة السلة ويحمل الرقم 13. يبلغ طوله 6 قدم 10 بوصة (2.1 م).

## إحصائيات المسيرة

### الموسم الاعتيادي
| السنة   | الفريق      | لعب | بدأ | دقيقة | ميداني% | ثلاثية | حرة  | ارتداد | صنع | استلاب | تصدي | نقطة |
| ------- | ----------- | --- | --- | ----- | ------- | ------ | ---- | ------ | --- | ------ | ---- | ---- |
| 2013–14 | شيكاغو بولز | 24  | 0   | 2.6   | .231    | .000   | .000 | .3     | .1  | .0     | .2   | .3   |
| المسيرة |             | 24  | 0   | 2.6   | .231    | .000   | .000 | .3     | .1  | .0     | .2   | .3   |

## روابط خارجية
- إريك ميرفي على موقع الاتحاد الدولي لكرة السلة (الإنجليزية)
- إريك ميرفي على موقع إن بي أي (الإنجليزية)
- إريك ميرفي على موقع دوري كرة السلة الياباني للمحترفين (اليابانية)
- إريك ميرفي على موقع سبورتس رفرنس (الإنجليزية)
- إريك ميرفي على موقع الدوري الإسباني لكرة السلة (الإسبانية)
- إريك ميرفي على موقع كرة السلة الأوروبية.كوم (الإنجليزية)
- إريك ميرفي على موقع إي إس بي إن.كوم (الإنجليزية)
- إريك ميرفي على موقع كلية كرة السلة في سبورتس رفرنس.كوم (الإنجليزية)
- إريك ميرفي على موقع ريلجم (الإنجليزية)
- إريك ميرفي على موقع بروبوليرز (الإنجليزية)